# 哈羅德·希普曼
哈羅德·希普曼（英文：Harold Shipman，1946年1月14日—2004年1月13日）是英國家庭醫生、連環殺手。
希普曼多次利用醫生的職責接近病患，並對病患注射大量嗎啡使其致死，有時還會偽造病患遺囑，藉此獲取病患的遺產。
法院將其起訴後，確認了希普曼至少謀殺了十五名病患，但法院調查小組審查了希普曼負責的病人病歷後認為可能有200多人受害，但沒有明確證據。
在2000年1月31日，希普曼被英國法庭判處終生監禁，並被法官提議永不釋放。兩年後，英國內政大臣戴维·布兰克特接納法官的建議。2004年1月13日，哈羅德·希普曼在獄中吊頸自殺身亡。
法庭審訊後，英國醫師協會（當時主席：德姆·珍納特·史密斯，Dame Janet Smith）指有足夠證據證明希普曼殺了215個人，其中80%為女性。最年輕的的受害者是41歲的彼德·劉易斯（Peter Lewis）。但有非官方估計他共殺了250人。